# Анвар Юсуф Турани
Анвар Юсуф Турани (уйг. ئەنۋەر يۈسۈپ تۇرانى / Enwer Yüsüp Turani‎, — уйгурский активист Движения за независимость Восточного Туркестана. В 2004 году он сформировал правительство в изгнании Восточного Туркестана (ETGIE), от которого был избран премьер-министром.

## Биография

### Молодость
Родившись в семье, которую китайское правительство обозначило как контрреволюционную, уйгурскую националистическую и сепаратистскую, Турани вырос в трудовом лагере, где столкнулся с экономическими трудностями и политическим притеснением. Он учился в Кашгаре, где он получил высшее образование в области физики в 1983 г.

### Активизм и изгнание
Турани прибывает в США на 12 августа 1988 г., и становится первым уйгуром, получившим политическое убежище. В 1995 году он создал Национальный центр свободы Восточного Туркестана (ETNFC), некоммерческую правозащитную организацию, базирующуюся в Вашингтоне .

## Национальный центр свободы Восточного Туркестана (ETNFC)
Как президент Национального центра свободы Восточного Туркестана, Турани организовывал демонстрации, конференции и культурные мероприятия, посвященные ситуации в Восточном Туркестане. Он также встречался со многими международными деятелями, включая президента США Билла Клинтона , 14- го Далай-ламу, главу тибетского правительства в изгнании и президента Тайваня Чэнь Шуйбяня, чтобы заручиться их поддержкой в прекращении оккупации его страны. В Апреле 1996 г., Турани встретился с 14- м Далай-ламой, заключив союз между Восточным Туркестаном и Тибетом против китайского правительства. Позже в том же месяце Турани и представители оккупированного Тибета и Внутренней Монголии организовали Марш независимости от посольства Китая в Вашингтоне при Организации Объединенных Наций в Нью-Йорке. В конце двухнедельного марша Турани выступил перед штаб-квартирой Организации Объединенных Наций, осудив нарушения прав человека в Восточном Туркестане с 1949 года.
В Июнь 1996 г.при поддержке Движения за независимость Тибета, Турани вырезал одну из пяти звезд с национального флага Китая перед зданием Организации Объединенных Наций. Турани снял звезду в знак стремления своего народа освободиться от китайской оккупации.
В Февраль 1998 г. Анвар Юсуф Турани посетил Тайвань по приглашению Всемирной федерации тайваньских ассоциаций (Всемирная федерация тайваньских ассоциаций (in)) вместе с Эркином Альптекином, профессором Тубтеном Джигме Норбу, старшим братом Далай-ламы; Таши Джамьянглинг, бывший секретарь Министерства внутренних дел тибетского правительства в изгнании, и Джонар Баче, заместитель председателя Народной партии Южной Монголии . Они встретились с борцами за независимость Тайваня и членами Демократической прогрессивной партии, выступающей за независимость, с президентом Законодательного юаня Тайваня Лю Сун Пань (ин) , бывшим президентом Тайваня Чэнь Шуйбяном и мэром Гаосюн Франком. Се ( дюйм ) .
В 4 июня 1999 г. Турани встретился с президентом США Биллом Клинтоном, чтобы убедить его поддержать движение за независимость Восточного Туркестана. Турани сказал Клинтону, что его страна выступает за войну за независимость против Китая; статьи туркестанского правительства в изгнании продолжают отстаивать «законное право на ведение войны» против Китая. Турани утверждал, что его финансировали богатые уйгуры из Саудовской Аравии .
В 20 июля 2001 г. Турани получил письмо от Госдепартамента США от имени президента Джорджа Буша в ответ на первоначальное письмо Турани относительно китайской оккупации Восточного Туркестана. В этом письме правительство США выразило готовность защищать «основные права человека — права на свободу ассоциации, собраний, религии, убеждений, совести и выражения мнения — уйгуров и других людей, живущих в Китае».

## Правительство в изгнании Восточного Туркестана
В 14 сентября 2004 г. Анвар Юсуф Турани провозгласил создание «правительства в изгнании Восточного Туркестана» в Вашингтоне и был избран премьер-министром. Представитель министерства иностранных дел Китая Кун Цюань публично выразил недовольство, назвав эти группы террористами в районе Синьцзян. В ноябре правительство США заявило, что "не признает никакого правительства в изгнании в Восточном Туркестане, и не предоставляет никакой поддержки для такого предприятия . "
В 2007 году Турани раскритиковал Китай за заключение в тюрьму уйгурского имама Хусейнджана Челиля . Турани сравнил арест Селила с арестом Ребии Кадир и предположил, что Китай хотел использовать Челила в качестве рычага воздействия на Канаду, гражданство которой было у Челила.
С 2007 года по настоящее время Turani занимается решением основных проблем, стоящих перед народом Восточного Туркестана как дома, так и за рубежом. Турани регулярно выпускает пресс-релизы на своем родном уйгурском языке, чтобы рассказать уйгурам об их истории и положении и показать им путь к независимости.
Недавно Turani применила вирусный подход через всемирную паутину, чтобы повысить осведомленность общественности в Восточном Туркестане. У Turani есть два YouTube-канала с более чем 150 видеороликами о ситуации в Восточном Туркестане.

## Примечание
1. ↑  США. Уйгуры. Тибет. Китай (Марк Турков) / Проза.ру. proza.ru. Дата обращения: 11 января 2024. Архивировано 11 января 2024 года.
2. ↑  В Китае массово сжигают Коран. inastana.kz - Сайт города Астаны. Дата обращения: 11 января 2024. Архивировано 11 января 2024 года.
3. ↑  Шихор Ицхак. Шагая на двух ногах": организации уйгурской диаспоры и перспективы независимости Восточного Туркестана // Центральная Азия и Кавказ. — 2007. — Вып. 6 (54). — С. 136–145. — ISSN 1403-7068. Архивировано 11 января 2024 года.